# إجراء معاكس

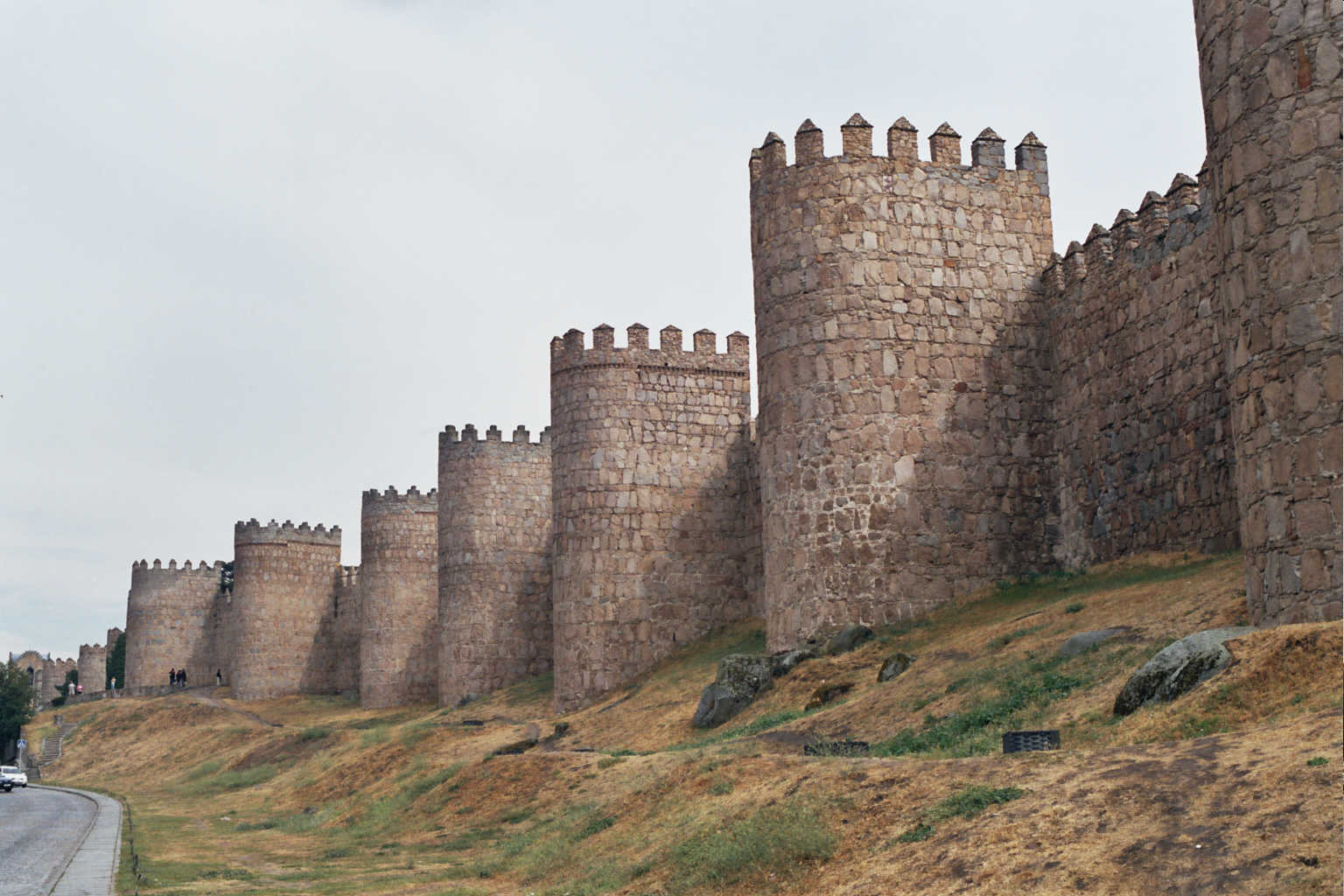
التحصين إجراء مضاد سلبي

الإجراء المعاكس أو الإجراء الانتقامي أو التدبير المضاد هو إجراء أو فعل أو تدبير يتخذ لمواجهة أو تعويض إجراء آخر.